# Eriotheca
Genre
Classification phylogénétique

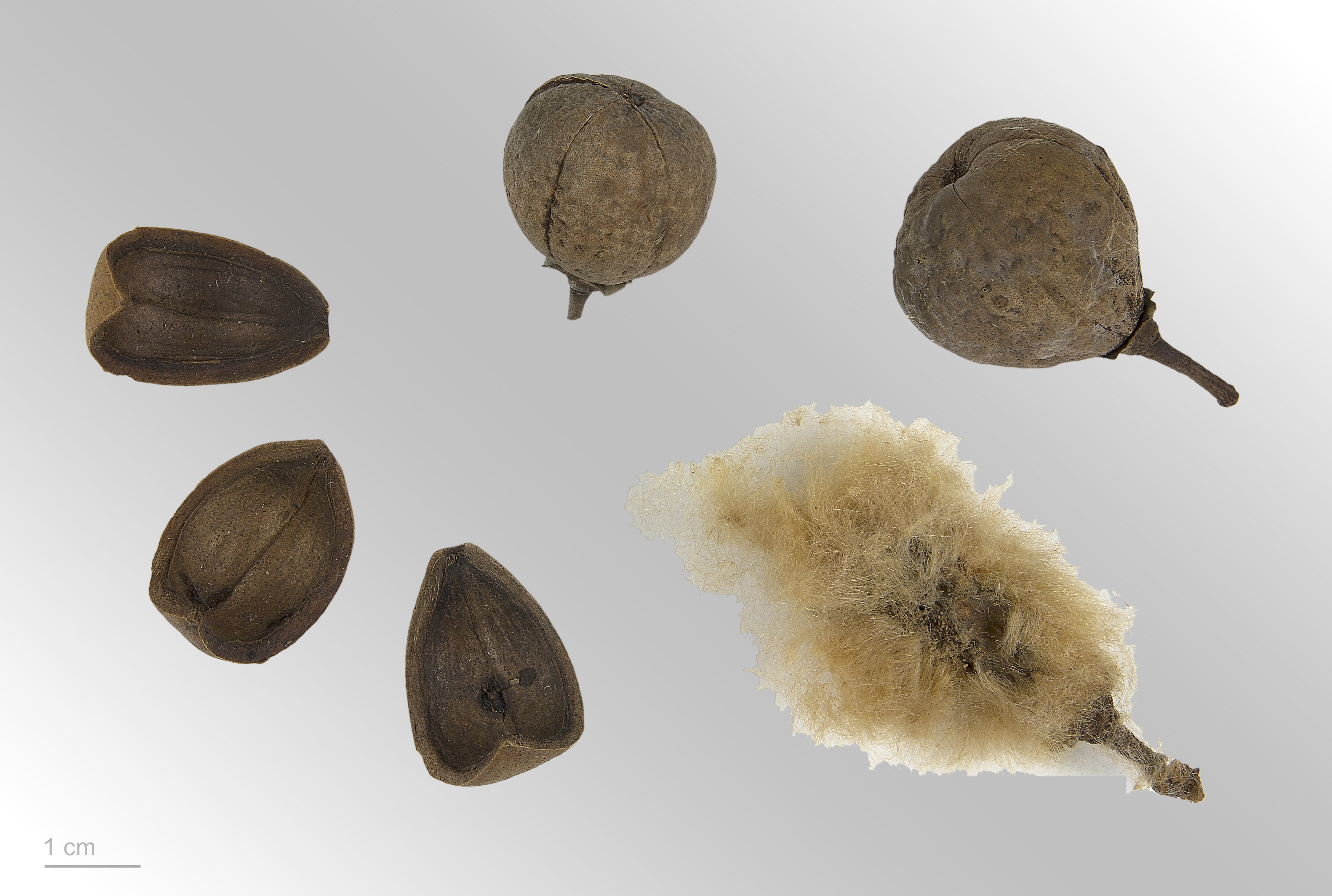
Eriotheca globosa - MHNT.

Eriotheca est un genre de plantes à fleurs de la famille des Bombacaceae, selon la classification classique, ou de celle des Malvaceae, selon la classification phylogénétique.
Eriotheca peruviana est une espèce menacée selon les standards UICN.

## Description
Le genre Eriotheca réunit des espèces d'arbres à écorce dépourvue d'épines (au contraire du genre Ceiba) hauts 2 à 40 m, à feuillage typiquement caduques. Les feuilles sont composées palmées et les stipules rapidement caduques. Les 3-9 folioles sont articulés à l'apex de pétiole, avec ou sans pétiolules, à marges entières ou dentés, glabres ou tomenteuses. Les fleurs relativement petites pour la famille, sont actinomorphe, solitaire à l'aisselle des feuilles, ou en cymes terminales, généralement sur des branches après la chute des feuilles. Les pédicelles portent 3-bractéoles, parfois rapidement caduques. Le calice est cupulé, campanulé ou en forme d'entonnoir, tronqué, ou irrégulièrement lobé à l'apex, coriace, persistant et généralement accrescent, glabre ou autre. Les pétales, charnus, blancs ou blanc-jaunâtre, généralement vélutineux ou tomenteux, sont de forme linéaire, obovale ou spatulée, adnés à la base du tube staminal, et caduques après la floraison. On compte (18-)22-155 étamines, à filets fusionnés en tube sur 20 à 80% de leur longueur (avec de nombreuses parties libres à l'apex), et qui ne sont pas regroupées en fascicules secondaires au-dessus du tube. Les anthères sont réniformes, avec une fente longitudinale extrorses. L'ovaire supère comprend 5 loges qui contiennent de nombreux ovules. Le style est indivisés ou à 5 lobes. Le fruit est une capsule loculicide à 5 valves, coriace ou subligneuse, remplie de poils soyeux (Kapok) qui entourent les graines et servent à leurs dispersion par anémochorie. Les graines sont nombreuses, petites, et plus ou moins pyriforme ou de forme anguleuse à subglobuleuse.

## Liste d'espèces
Selon The Plant List (26/11/2021) :

### Espèces valides
- Eriotheca candolleana (K.Schum.) A.Robyns
- Eriotheca crassa (Uittien) A.Robyns
- Eriotheca crenulaticalyx A.Robyns
- Eriotheca discolor (Kunth) A.Robyns
- Eriotheca dolichopoda A.Robyns
- Eriotheca gentryi A.Robyns & S.Nilsson
- Eriotheca globosa (Aubl.) A.Robyns
- Eriotheca gracilipes (K.Schum.) A.Robyns
- Eriotheca hassleri A.Robyns
- Eriotheca longipedicellata (Ducke) A.Robyns
- Eriotheca longitubulosa A.Robyns
- Eriotheca loretensis Fern.Alonso
- Eriotheca macrophylla (K.Schum.) A.Robyns
- Eriotheca obcordata A.Robyns & S.Nilsson
- Eriotheca parvifolia (Mart. & Zucc.) A.Robyns
- Eriotheca pentaphylla (Vell.) A.Robyns
- Eriotheca peruviana A.Robyns
- Eriotheca platyandra A.Robyns
- Eriotheca pubescens (Mart. & Zucc.) Schott & Endl.
- Eriotheca ruizii (K.Schum.) A.Robyns
- Eriotheca squamigera (Cuatrec.) Fern.Alonso
- Eriotheca surinamensis (Uittien) A.Robyns
- Eriotheca vargasii (Cuatrec.) A.Robyns

### Noms non résolus
- Eriotheca grandiflora A. Robyns
- Eriotheca polyandra A. Robyns
- Eriotheca roseorum (Cuatrec.) A.Robyns